# 우트시크텐스 BK
우트시크텐스 BK(스웨덴어: Utsiktens Bollklubb)는 1935년에 창단된 스웨덴의 축구 클럽으로, 예테보리를 연고로 하고 있다.